# Shin’ichirō Tani
Shin’ichirō Tani (jap. 谷 真一郎, Tani Shin’ichirō; * 13. November 1968 in der Präfektur Aichi) ist ein ehemaliger japanischer Fußballspieler.

## Nationalmannschaft
1990 debütierte Tani für die japanische Fußballnationalmannschaft.